# Combate en Monterey Pass
La Lucha en Monterrey Pass (o Gap) fue un compromiso militar de la guerra civil estadounidense que comenzó la noche del 4 de julio de 1863, durante la Retirada de Gettysburg. Un tren de carro confederado del Segundo Cuerpo del Teniente General Richard S. Ewell, Ejército del Norte de Virginia, se retiró después de la Batalla de Gettysburg, y la caballería de la Unión al mando del brigadier general H. Judson Kilpatrick atacó a la columna confederada en retirada. Después de un largo retraso en el que un pequeño destacamento de soldados de caballería de Maryland retrasó la división de Kilpatrick, los soldados de caballería de la Unión capturaron a numerosos prisioneros confederados y destruyeron cientos de carros.

## Antecedentes
El general Robert E. Lee ordenó a su ejército confederado del norte de Virginia que comenzara a retirarse de Gettysburg luego de la derrota de su ejército el 3 de julio de 1863. Cuando el ejército del Potomac del general de división George G. Meade no contraatacó en la noche del 4 de julio, Lee se dio cuenta de que no podía lograr nada más en su Campaña de Gettysburg y que tenía que devolver a Virginia a su maltrecho ejército. Su capacidad para abastecer a su ejército viviendo del campo de Pensilvania ahora se redujo significativamente y la Unión podía traer refuerzos adicionales fácilmente a medida que pasaba el tiempo, mientras que él no podía. Sin embargo, antes del movimiento de la infantería y la artillería, Lee se preocupó por trasladar su larga fila de carros, suministros y hombres heridos sobre South Mountain y en el valle de Cumberland. Envió la mayoría de los carros y ambulancias bajo la dirección de Brig. El general John D. Imboden sobre Chambersburg Pike, que pasaba por Cashtown en dirección a Chambersburg y Hagerstown, Maryland.
Mientras los carros de Imboden se movían hacia el noroeste, Lee designó una ruta más corta para sus tres cuerpos: al suroeste a través de Fairfield y sobre el Monterrey Pass a Hagerstown. Después del anochecer del 4 de julio, el Tercer Cuerpo del Teniente General A. P. Hill se dirigió hacia Fairfield Road, seguido por el Primer Cuerpo del Teniente General James Longstreet y el Segundo Cuerpo del Teniente General Richard S. Ewell. Lee acompañó a Hill a la cabeza de la columna. Al partir en la oscuridad, Lee tuvo la ventaja de tener varias horas de ventaja y la ruta desde el lado oeste del campo de batalla hasta Williamsport era aproximadamente la mitad de las disponibles para el Ejército del Potomac.
Sin embargo, el primer tráfico en Fairfield Road había comenzado en la noche del 3 de julio, cuando Ewell, preocupado por los desafíos logísticos de la retirada inminente, envió a sus trenes de cuerpo y rebaños de ganado capturado delante de su cuerpo principal. Dividió sus carros en tres columnas. El primero usó el Cashtown Gap, el segundo el Fairfield Gap y el tercero el Monterey Pass. Los carros que se dirigían al paso de Monterey siguieron la ruta de la división del mayor general George Pickett, que se estaba moviendo hacia la retaguardia como escolta de los prisioneros de guerra de la Unión desde la batalla.

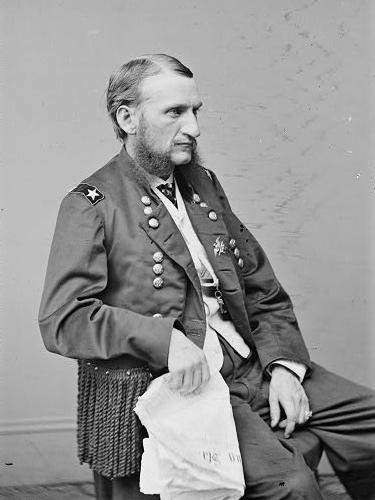
Bergantín. Gen. Judson Kilpatrick

El 4 de julio temprano, Meade envió su caballería para atacar la retaguardia del enemigo y las líneas de comunicación para "acosarlo y molestarlo tanto como sea posible en su retirada". Ocho brigadas de caballería salieron al campo. La brigada del coronel J. Irvin Gregg se trasladó hacia Cashtown a través de Hunterstown y Mummasburg Road, pero todos los demás se trasladaron al sur de Gettysburg. Bergantín. La división de caballería del general Judson Kilpatrick se unió a la brigada del coronel Pennock Huey en Emmitsburg, Maryland, y se les ordenó localizar y destruir "un pesado tren de vagones" que había sido descubierto por una estación de señales de la Unión. Suponiendo que el tren de vagones del cuerpo de Ewell eran en realidad los principales trenes de suministro para el ejército de Lee, Kilpatrick se movió agresivamente a las 10 a. m. del 4 de julio, avanzando hacia el oeste por la autopista Waynesboro-Emmitsburg Turnpike hacia el pueblo de Fountain Dale (justo al este de la actual Blue Ridge Summit en Pennsylvania Route 16) y Monterey Pass.

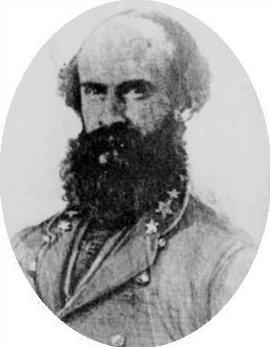
Bergantín. Gen. William E. "Grumble" Jones

El comandante de caballería confederado, el mayor general J. E. B. Stuart comprendió la importancia de asegurar los pasos de montaña y asignó la responsabilidad principal a las brigadas de caballería de Brig. Gens. Beverly H. Robertson y William E. "Grumble" Jones. Al reconocer la vulnerabilidad de la inmensa caravana de Ewell en el estrecho Monterey Pass, Jones pidió permiso a Stuart para usar toda su brigada para defenderlo. Stuart permitió que se asignaran los regimientos de caballería de Virginia 6 y 7 y una batería de artillería a caballo al mando del capitán Roger Preston Chew. La 7.ª Virginia pronto fue retirada, reemplazada por la 4.ª Caballería de Carolina del Norte de la Brigada de Robertson.

## Compromiso con el pase
Bergantín. El general George A. Custer, un comandante de brigada de Kilpatrick, recibió información de un civil local de que la parte trasera de la caravana de Ewell se acercaba a un gran hotel de veraneo llamado Monterey Springs, que se encontraba en lo alto del Paso. A pesar de ser advertido de una colocación de artillería confederada más adelante, Kilpatrick ordenó a toda su fuerza avanzar. Un solo Napoleón de Courtney's Battery de 12 libras disparó un tiro contra los jinetes de la Unión, pero los artilleros se retiraron antes de que pudieran ser atacados.
La fuerza confederada restante en el camino cuesta arriba hacia el Paso consistía en un destacamento de 20 jinetes desmontados al mando del Capitán George M. Emack del 1.er Batallón de Caballería de Maryland, junto con un solo cañón. Cuando los soldados de la Unión de la 5.ª Caballería de Míchigan se acercaron a los hombres de Emack, el cañón abrió fuego y ocho de los Marylanders llevaron a cabo una carga montada contra la cabeza de la columna de la Unión. En la oscuridad y la fuerte lluvia, los jinetes de la Unión fueron tomados por sorpresa y muchos de ellos se retiraron presas del pánico. Los jinetes confederados desmontaron y tomaron posiciones a ambos lados del camino. Cuando regresaron los federales, los hombres de Emack esperaron pacientemente hasta que estuvieron a unos 10 metros de distancia y abrieron fuego. Los jinetes de la Unión estaban convencidos de que se oponían a una fuerza mucho mayor. Mientras continuaba este enfrentamiento, los carros de Ewell se movían lo más rápido posible para salir del alcance de la amenaza de la caballería de la Unión.

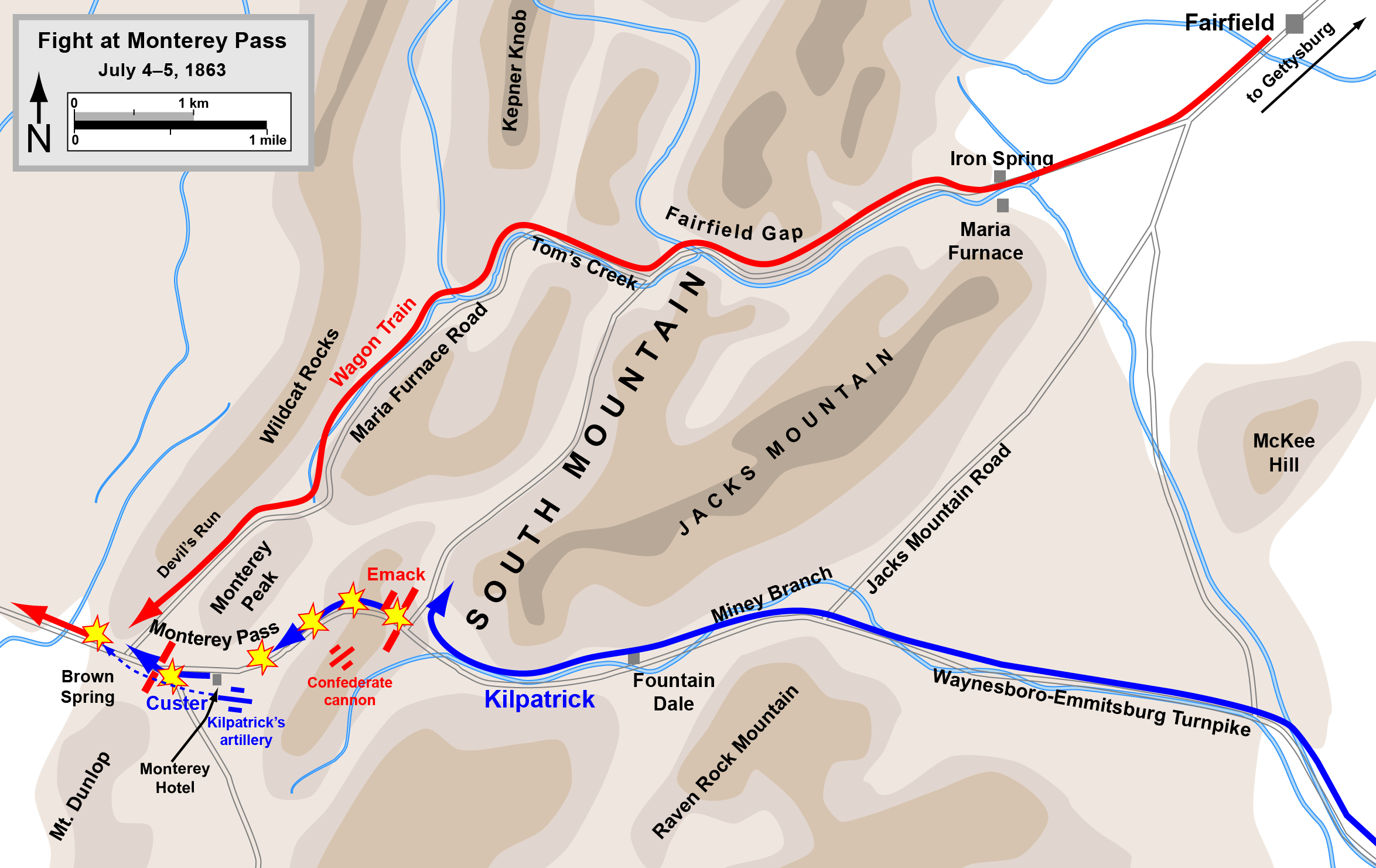
Pelea en Monterey Pass

Para cuando Grumble Jones pudo llegar a la escena a través de las carreteras abarrotadas, el pequeño destacamento de Maryland había retrocedido varios cientos de metros, casi hasta el cruce de carreteras que utilizaba el tren de vagones. Para entonces, menos de la mitad del tren había atravesado el Paso sin problemas. Jones prometió refuerzos de la 6.ª Caballería de Virginia y Emack ordenó a sus hombres que se mantuvieran firmes y conservaran sus municiones. Mientras tanto, elementos de la caballería de Jones atacaron a la brigada de Huey en la retaguardia de la columna de Kilpatrick.
Kilpatrick adelantó dos cañones de artillería a caballo de la batería M del teniente Alexander C. M. Pennington, segunda artillería estadounidense, con el apoyo de hombres de la primera caballería de Ohio. Al sur del hotel, un puente en la carretera no había sido destruido por los confederados y el coronel Russell A. Alger de la 5.ª Caballería de Míchigan solicitó refuerzos para hacer una carga montada a través del puente. Kilpatrick ordenó a Custer que atacara con toda su Brigada de Míchigan. El avance del quinto y sexto regimiento de caballería de Míchigan se vio frenado por la oscuridad, el terreno difícil y la densa maleza. El pequeño grupo de habitantes de Maryland, apoyado por unos pocos jinetes de la 4.ª Brigada de Robertson de Carolina del Norte, había retrasado el avance de la Unión durante casi cinco horas.
Aproximadamente a las 3 a. m. del 5 de julio, mientras la Brigada de Míchigan continuaba avanzando lentamente, Kilpatrick envió a la 1.ª Caballería de Virginia Occidental al mando del Mayor Charles E. Capehart. Los 640 oficiales y hombres de Capehart cargaron contra lo que imaginaban que era "cinco veces" su número. En un combate cuerpo a cuerpo con sables y revólveres, se apoderaron del cañón confederado y Capehart recibió más tarde la Medalla de Honor por su valiente servicio. El camino estaba abierto para atacar a la caravana.

## Atacando el vagón de tren
Los jinetes de la Unión chocaron contra la columna de carros ahora ligeramente protegidos. Custer, en su entusiasmo por la carga, fue arrojado de su caballo y casi capturado. Grumble Jones también evitó por poco la captura. La artillería de Pennington comenzó a bombardear los carros hacia la parte trasera de la columna, astillando los carruajes y bloqueando cualquier oportunidad de retirada. Los jinetes de la Unión y la Confederación se mezclaron por completo entre los carros y los enemigos no pudieron diferenciarse en la oscuridad. Varios incidentes de fuego amigo ocurrieron cuando los soldados de la Unión dispararon accidentalmente en sus propias líneas.
Los soldados de la Unión recorrieron todo el camino a través de la caravana hasta que llegaron a la infantería de Ewell y capturaron a un gran número de prisioneros antes de regresar para repetir el esfuerzo. Levantaron barricadas apresuradas frente a la caravana para proteger lo que habían capturado. Más de 1.300 confederados —principalmente hombres heridos en ambulancias, pero también esclavos, negros libres y algunos soldados de caballería— fueron capturados y la mayoría de los carros fueron destruidos. Muchas de las mulas sobrevivieron y fueron entregadas al intendente del Cuerpo de Caballería. Kilpatrick informó más tarde que había destruido todo el tren de vagones de Ewell, aunque de hecho solo se había encontrado con una fracción del tren completo de 40 millas de largo. Los confederados perdieron alrededor de 250 vagones y ambulancias con bajas de las Brigadas de Iverson y Daniel y de tres batallones de artillería, así como 37 vagones de los trenes de intendencia de división del mayor general Robert E. Rodes.

## Secuelas
Después de la pelea en Monterrey, la división de Kirkpatrick llegó a Smithsburg alrededor de las 2 p. m. el 5 de julio, Stuart llegó de South Mountain con las brigadas de Chambliss y Ferguson. Se produjo un duelo de artillería a caballo, que causó algunos daños a la pequeña ciudad. Kilpatrick se retiró al anochecer "para salvar a mis prisioneros, animales y carros" y llegó a Boonsboro (deletreado como Boonsborough en ese momento) antes de la medianoche.
La retirada de Lee continuó hacia el Potomac, ya que las operaciones de combate menores, principalmente acciones de caballería, ocurrieron en Hagerstown (6 al 12 de julio), Boonsboro (8 de julio), Funkstown (7 y 10 de julio) y alrededor de Williamsport y Falling Waters (6 al 14 de julio). En el Potomac, los confederados descubrieron que la crecida de las aguas y los puentes de pontones destruidos impedían su cruce inmediato. Erigiendo importantes obras defensivas, esperaron la llegada del ejército de la Unión, que había estado avanzando por carreteras más largas más al sur de la ruta de Lee. Antes de que Meade pudiera realizar un reconocimiento adecuado y atacar las fortificaciones confederadas, el ejército de Lee escapó a través de vados y un puente reconstruido apresuradamente.

## En los medios populares
En 2011 se lanzó un documental de 40 minutos sobre la batalla titulado Ten Days and Still They Come — The Battle at Monterey Pass.